# Андрій Захаров (плавець)
Андрій Захаров (10 жовтня 1975) — молдовський плавець.
Учасник Олімпійських Ігор 1996, 2000, 2004, 2008 років.